# Schans (verdedigingswerk)

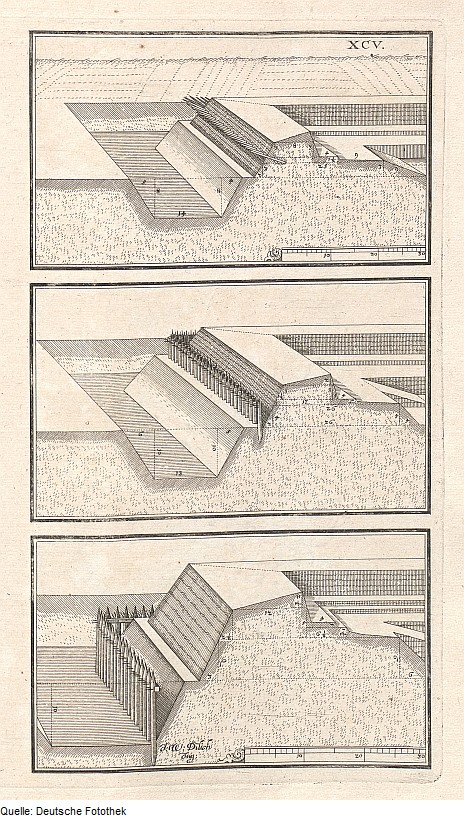
Ontwerpen voor een schanswal en -gracht, met verschillende typen palissaden

Een schans of verschansing is een oud verdedigingswerk, meestal gemaakt van afgegraven aarde. Schansen kunnen gebouwd zijn als kleine vestingwerken door en voor militairen of door de lokale bevolking voor hun bescherming zoals de boerenschansen in de 16de en 17de eeuw. In middeleeuwse teksten en toponiemen wordt de term ook wel gebruikt om een kasteel aan te duiden.

## Militaire versterking
Een militaire schans is een aarden verdedigingswerk aangewend voor militaire doeleinden. Schansen werden veel gebruikt tijdens de Tachtigjarige Oorlog als verdediging van strategische plaatsen, zoals riviermondingen, belangrijke aanvoerroutes over land of als extra verdediging van een stad. 
Tijdens belegeringen werden vaak schansen gegraven door de belegeraars, om de troepen te kunnen beschermen tegen vuur uit de stad en tegen aanvallen van buitenaf. De schansen waren destijds in de regel stervormig met meestal vier punten (bastions) en werden vaak omringd door een gracht en andere vormen van verdediging, zoals palissades. Ze werden gemaakt van klei, zand en water, materialen die in ruime mate beschikbaar waren. Het graven van grachten en het opwerpen van wallen ging snel, was eenvoudig, goedkoop en effectief. Hoog opgeworpen aarden wallen hadden minder te lijden onder vuur van geschut dan muren. Muren van baksteen of natuursteen waren niet alleen veel duurder, maar de bouw ervan duurde ook veel langer. Permanent bezette schansen kregen een eigen naam en werden vaak 'fort' genoemd. Schansen waren in principe onafhankelijk, maar konden ook onderdeel zijn van een linie. In de tussen 1859 en 1914 gebouwde Fortengordel rond Antwerpen kwamen bijvoorbeeld twaalf schansen voor, gebouwd in ongewapend beton, onder andere de Schans van Schilde en de Schans van Massenhoven.

## Galerij

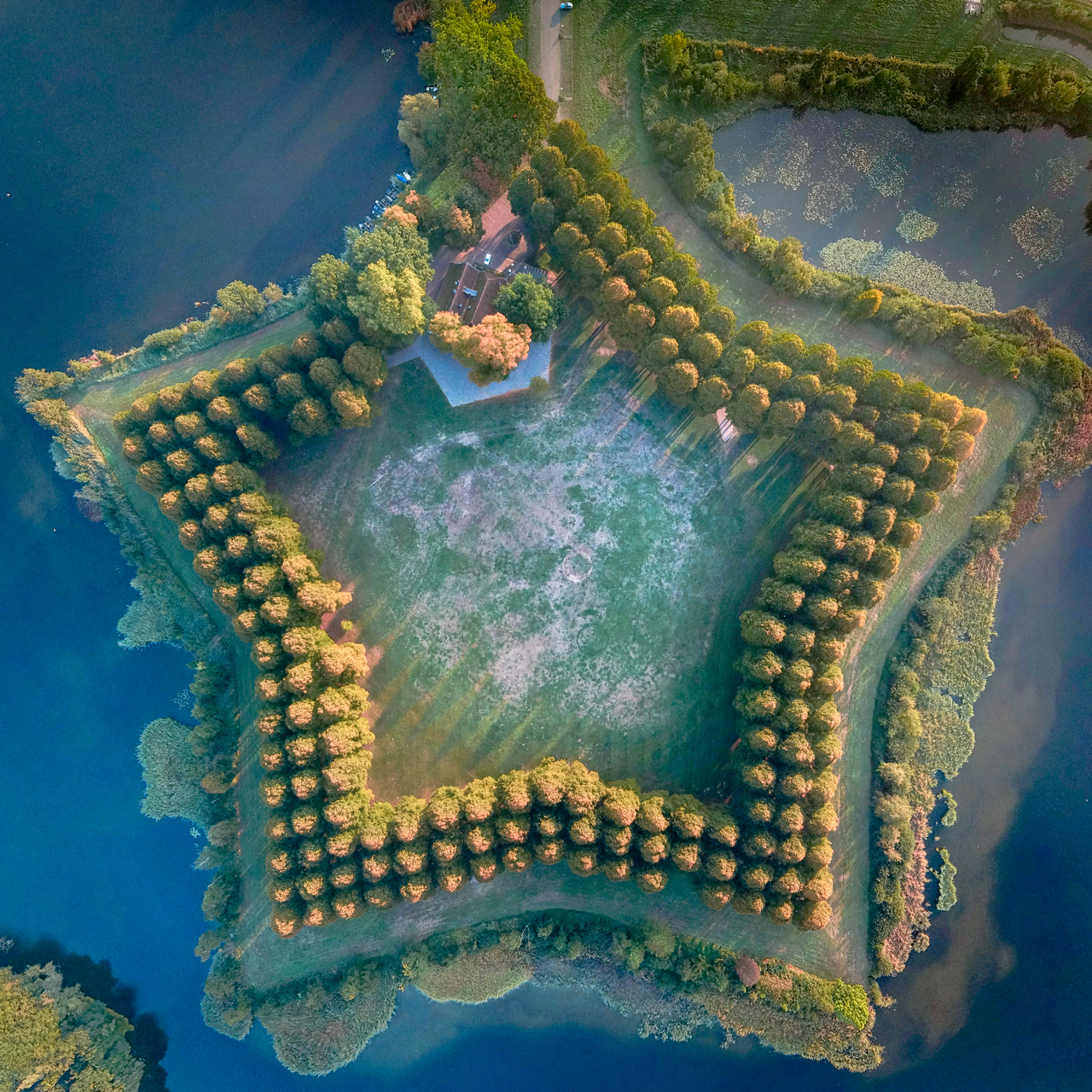
Pettelaarse Schans in 's-Hertogenbosch
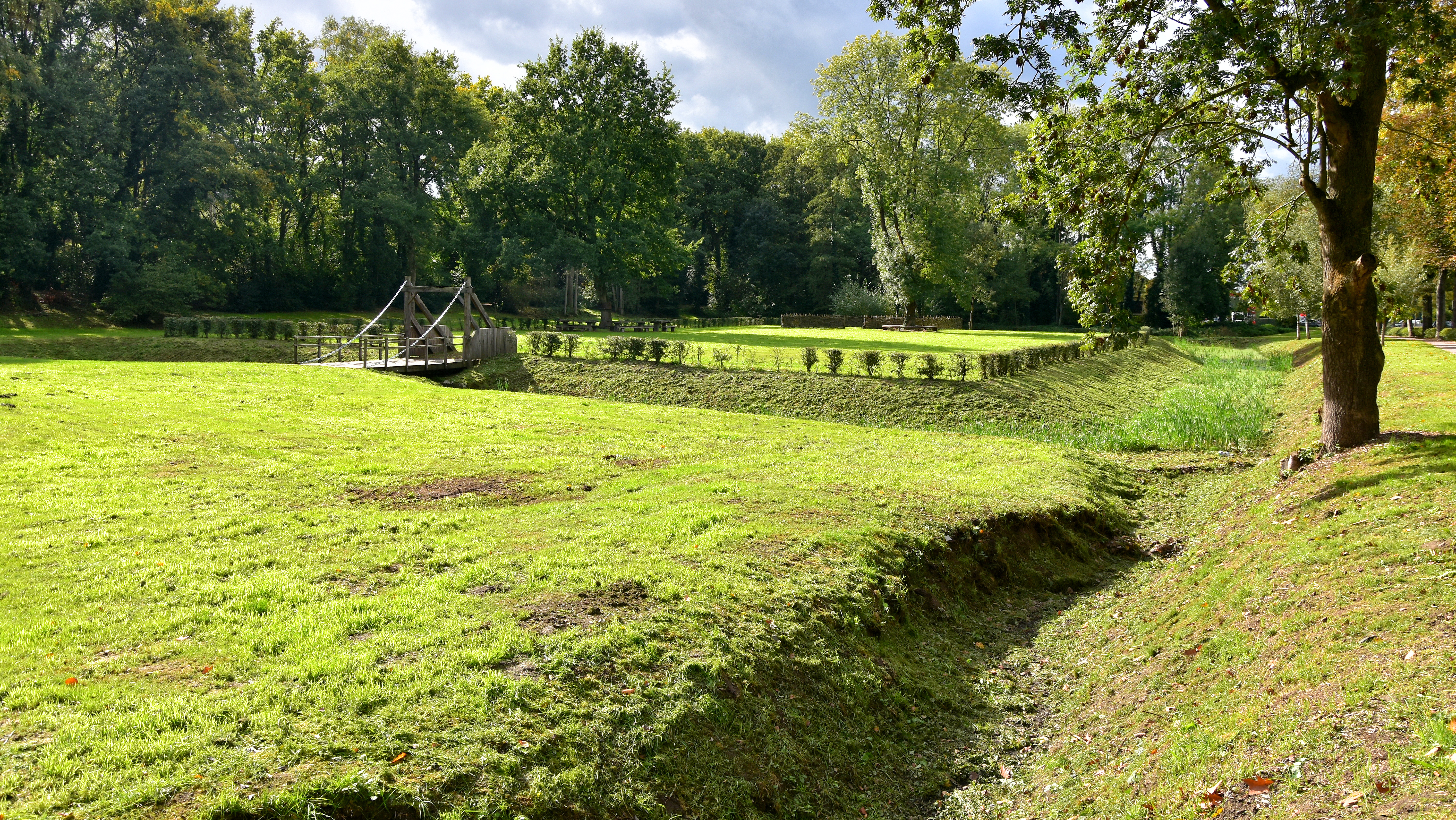
Schans in Zutendaal
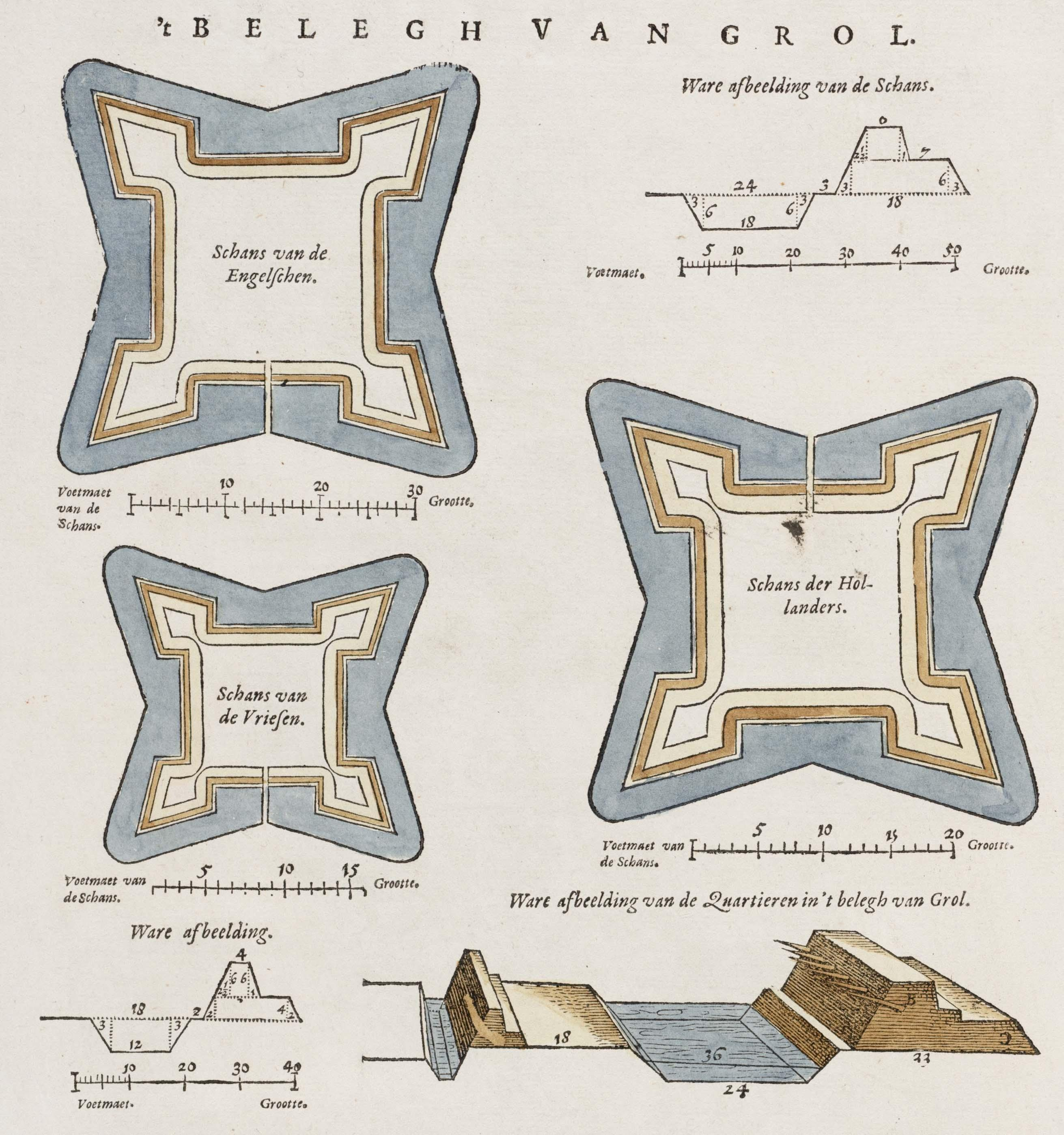
Schansen Beleg van Groenlo, 1597
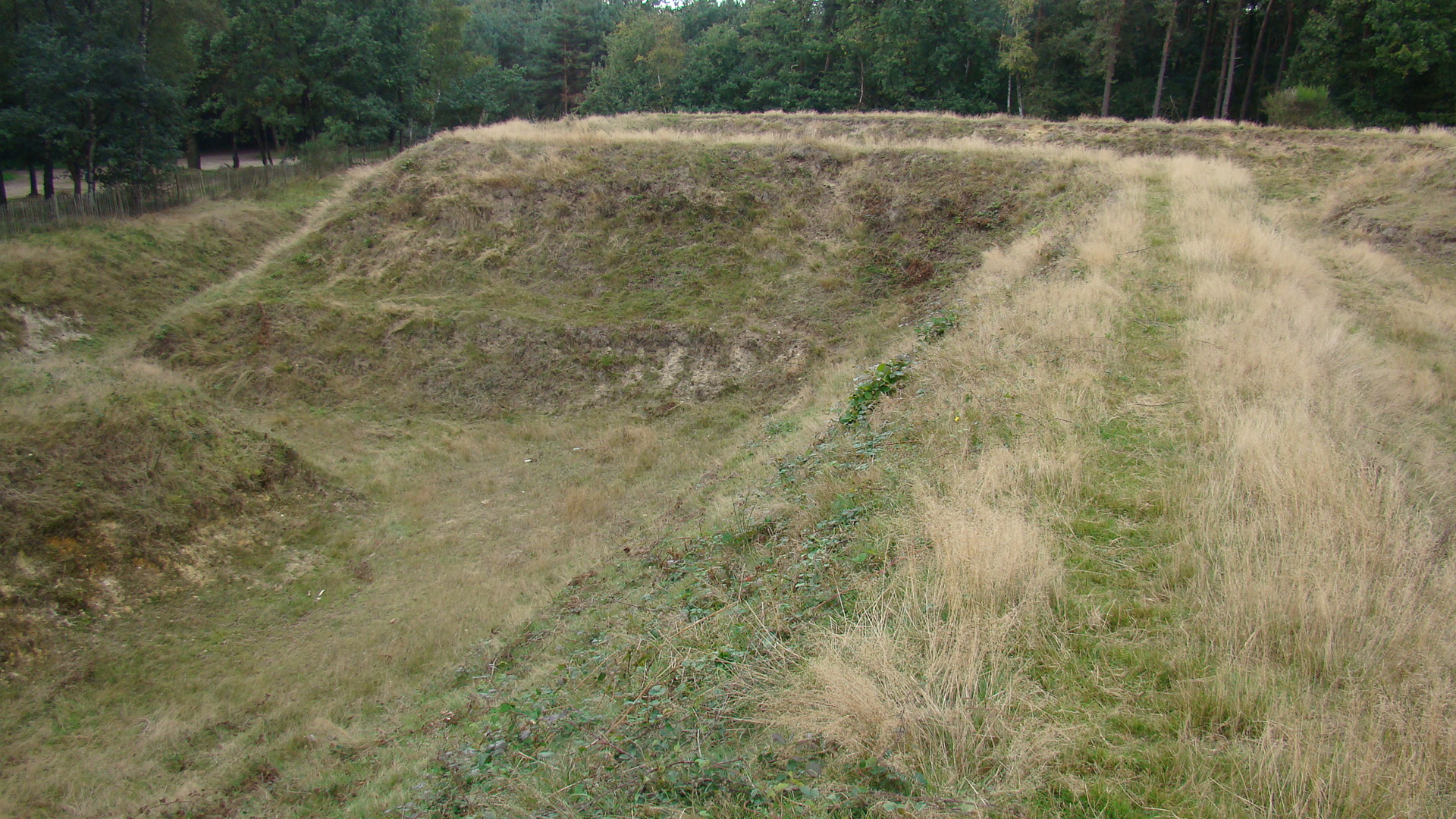
De in 2002 gerestaureerde Engelse schans uit 1627 in Lievelde

## Boerenschans
Boerenschansen waren kleinschalige verdedigingswerken in de 16de en 17de eeuw, die door de lokale bevolking opgericht werden om zich in onveilige tijden terug te trekken voor plunderende legers, muiters en roversbenden.
Vanaf het begin van de Tachtigjarige Oorlog tot in de 18de eeuw waren vooral de Zuidelijke Nederlanden geregeld het decor van strijdtoneel. Oorlogen en plunderingen volgden elkaar op. Legers en legerbendes op doortocht eisten proviand en inkwartiering, vaak zonder schadeloosstelling. Plunderingen, afpersing, geweldpleging en brandstichting waren gebruikelijk. De kleine en verspreide leefgemeenschappen ten plattelande moesten zelf instaan voor hun bescherming en verdediging. In bijvoorbeeld de Kempen waren geen versterkte kastelen of hoeven, ommuurde abdijen of steden. De boerenbevolking verenigde zich daarom en bouwde een schans om zich met bezittingen en vee te 'verschansen'. In een wat afgelegen, vaak nat of moerassig gebied werden om een vier- of meerhoekig terrein van 1 tot 2 hectaren grachten gegraven van 4 à 8 meter breed. Met de opgedolven aarde werden wallen van 2 à 3 meter hoog opgeworpen, eventueel begroeid met doornig struikgewas. De toegang was via een ophaalbrug en poort. Op het binnenplein konden de 'schansgezellen' huisjes bouwen. Bij onraad en dreiging trokken ze zich dan terug in de schans. Om zich daar te verdedigen vormden de bewoners een burgerwacht, voorloper van de nog bestaande schutterijen. Het was vooral de verborgen, geïsoleerde ligging die de verdediging vormde. Mocht de schans ontdekt worden dan konden de grachten, wallen en bewapening van de bewoners weerstand bieden tegen zwervende (leger-)bendes maar niet tegen georganiseerde legereenheden. Vaak probeerde men troepen af te kopen met geld, spijs en drank om executies, afbranden, plundering en foeragering af te wenden. Soms kon men zo een sauvegarde of vrijbrief bekomen maar in de meeste gevallen leverde de onderhandelingen geen resultaat op. Paarden, rantsoenen, gidsen en vrachtvervoer werden dan opgeëist. [bron?]
Boerenschansen kwamen vooral voor in de oostelijke delen van de Belgische provincies Vlaams-Brabant en Antwerpen. In Vlaanderen zijn er op een 200-tal plaatsen sporen van schansen terug te vinden in het landschap en op oude kaarten. In de Limburgse Kempen had vrijwel ieder gehucht of leefgemeenschap een schans. Vaak verwijst ook een straatnaam als “Schansstraat” naar een vroegere aanwezigheid. In Nederland kwamen dergelijke schansen voor in Midden-Limburg (zoals de Laarderschans en de Boshoverschans) en sporadisch ook in Noord-Limburg en Noord-Brabant.

## Galerij

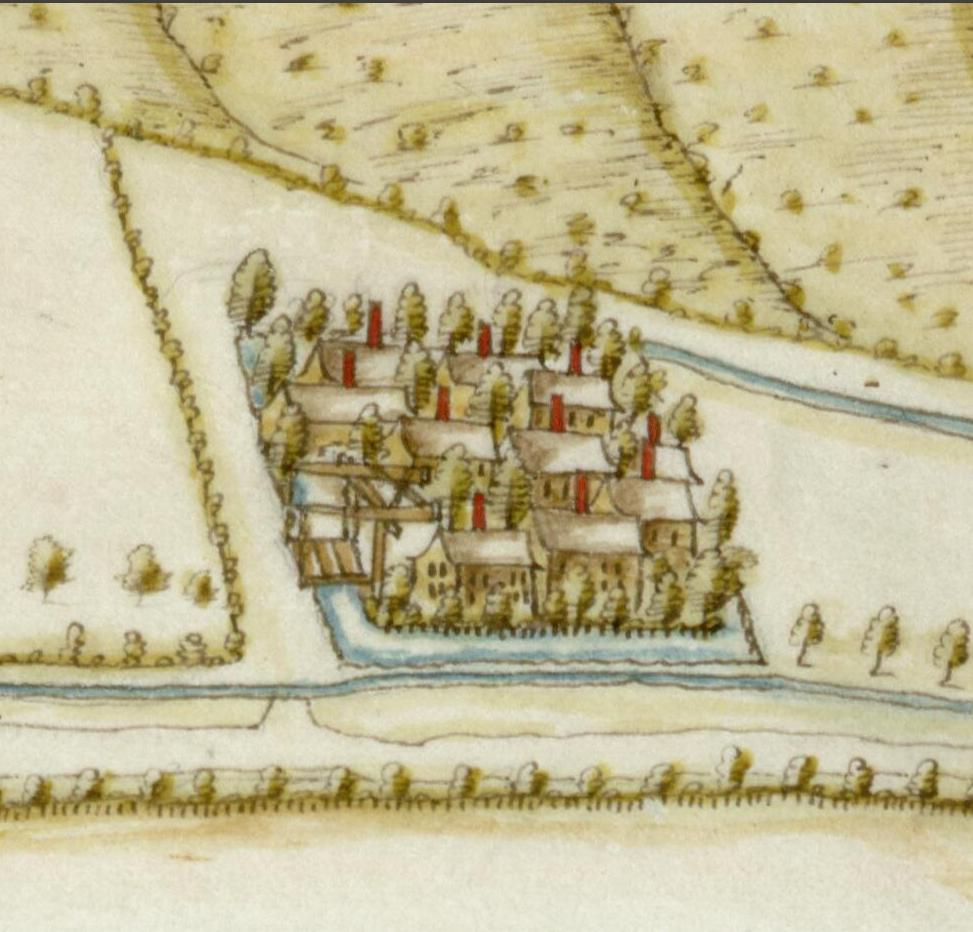
Dalerschans op 17de-eeuwse kaart
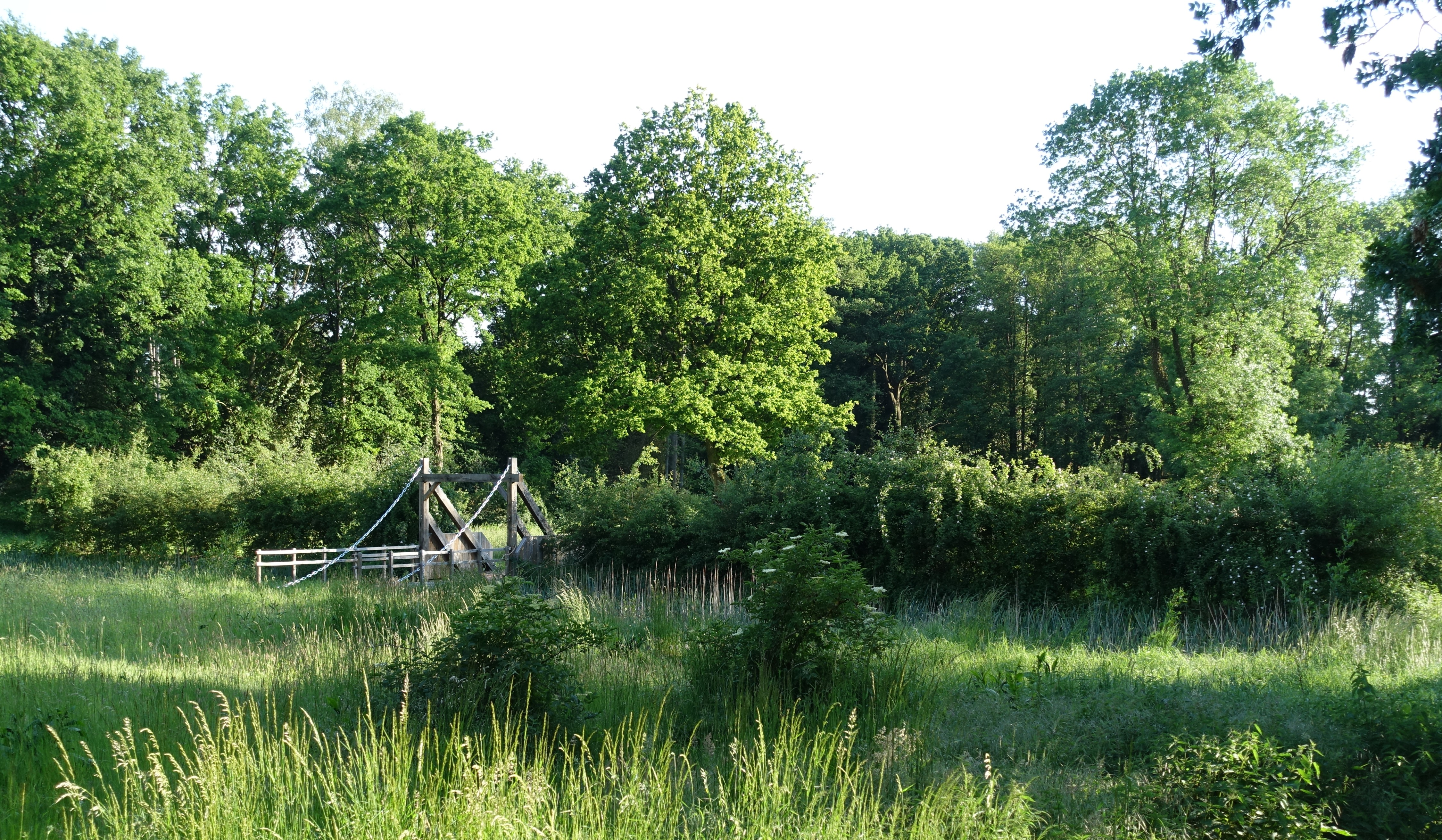
Gereconstrueerde Dalerschans in Zutendaal
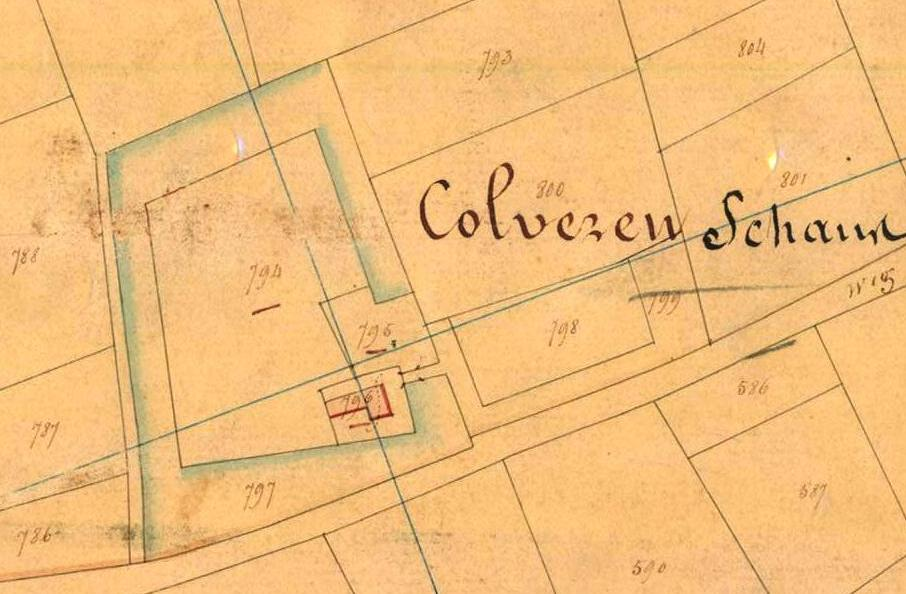
Kolverenschans op kadasterkaart uit 1813
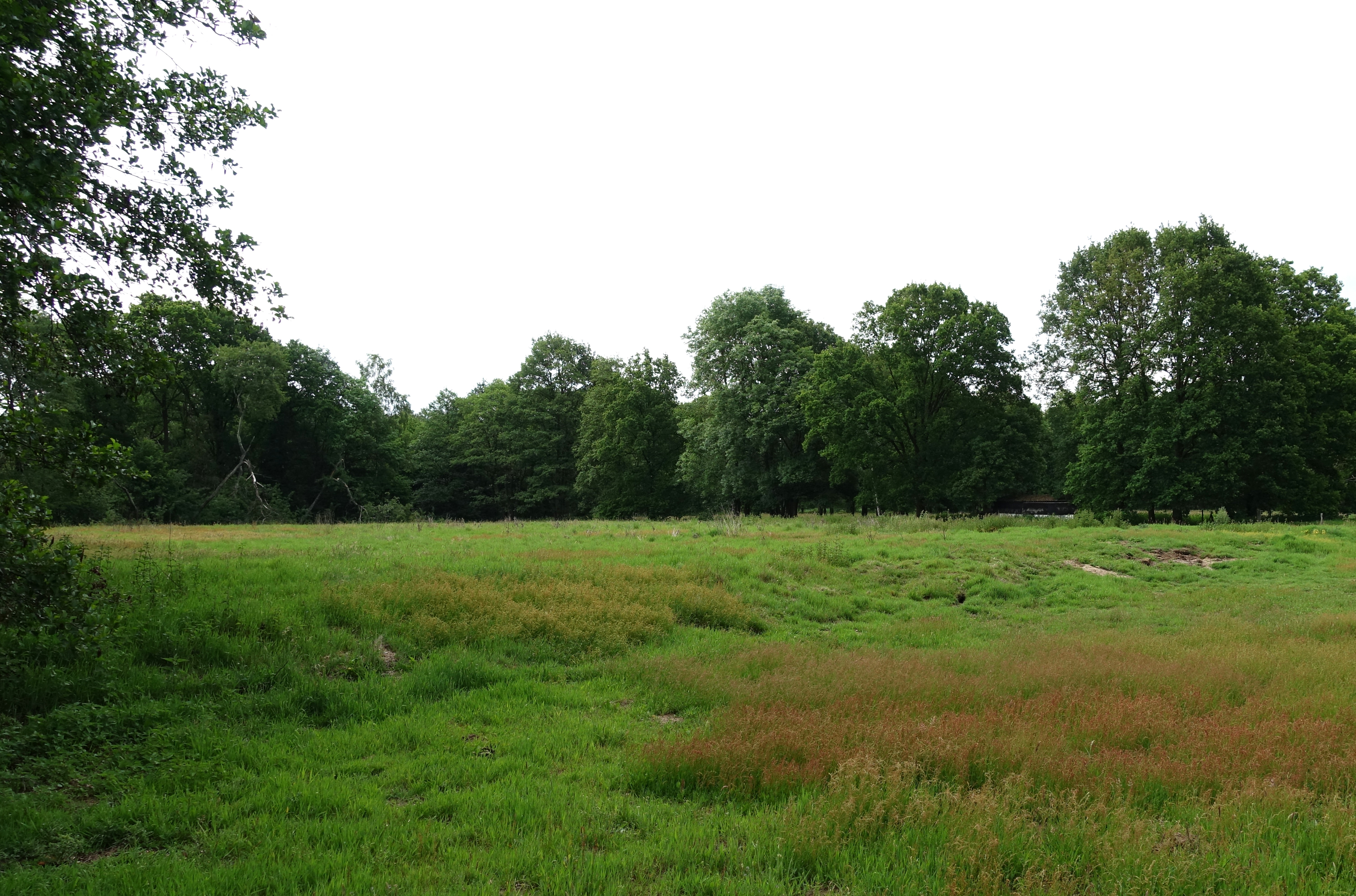
Rest van de Kolverenschans
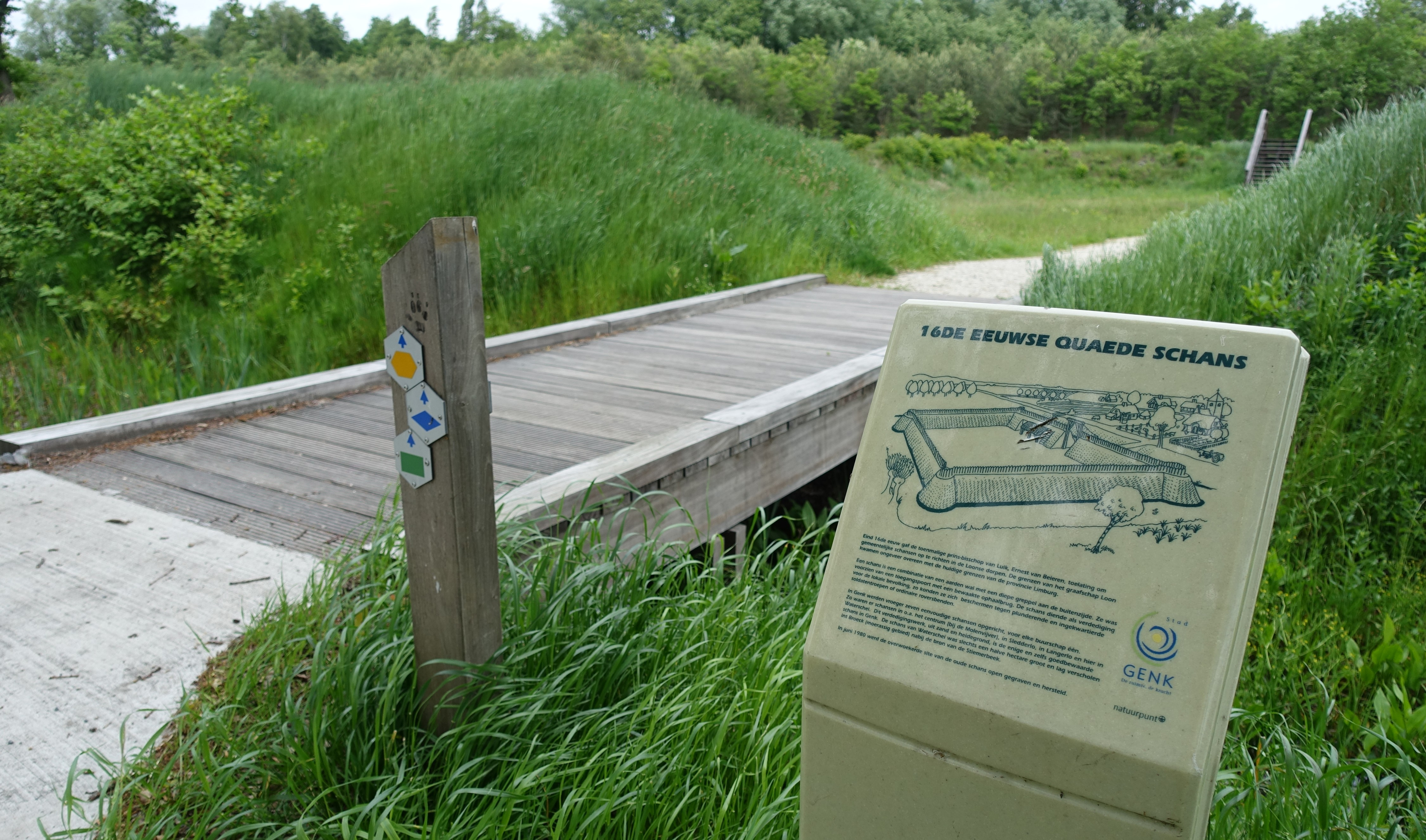
Quaede schans in Waterschei
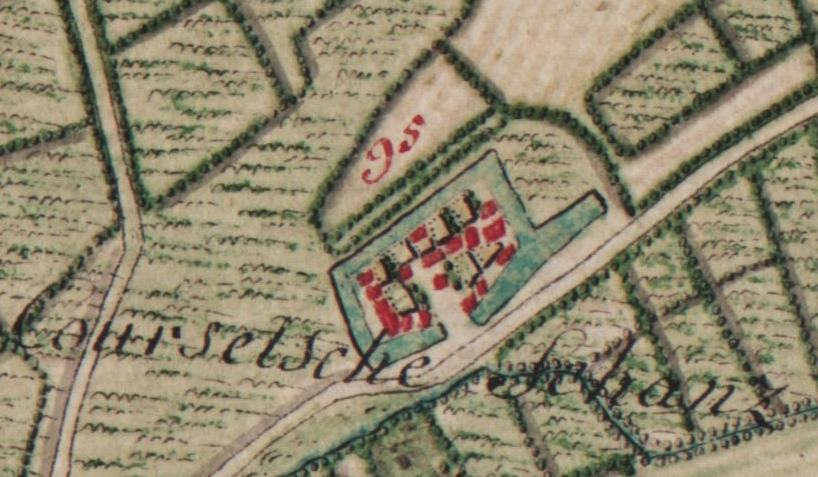
Koerselse schans op Ferrariskaart